# Vipera aspis
La víbora áspid o áspis (Vipera aspis) es una especie de víbora que se puede encontrar en Europa. En ocasiones se atribuye erróneamente este nombre a otras especies de víboras, e incluso a cualquier clase de serpiente venenosa.

## Descripción
Los adultos tienen una longitud de por lo menos 60 cm. Los machos alcanzan hasta 85 cm, y las hembras un máximo de 75 cm. Los machos, sin embargo, son un poco más delgados que las hembras. La cola es relativamente corta, un séptimo a un noveno de la longitud de cuerpo en las hembras, y un sexto a un octavo en los machos. La cabeza es ancha, triangular y bien diferenciada del cuello. Las escamas del cuerpo son grisáceas o amarillas, doradas o cúpreas, con manchas negras o verdosas con borde negro, en aparente zigzag sobre el lomo.

## Hábitat
Prefiere áreas cálidas con buena exposición al sol, vegetación estructurada y suelos relativamente secos. En Italia y Francia, se encuentra a menudo en áreas montañosas o en colinas, especialmente en regiones de piedra caliza, pero se presenta a veces en llanos bajos. Tiene una preferencia por áreas cubiertas de vegetación o por lo menos con alguna cubierta. Puede ser encontrado en cuestas soleadas sobre colinas, pantanos, prados en las montañas, claros del bosque, en los límites de bosques, en botes de basura y en las canteras. En Italia se encuentra en arboledas y a menudo cerca de fuentes. Aunque no es propia de zonas elevadas, en los Pirineos se ha encontrado sobre los 2600 m s. n. m., en la zona del pico Mulleres.

## Veneno

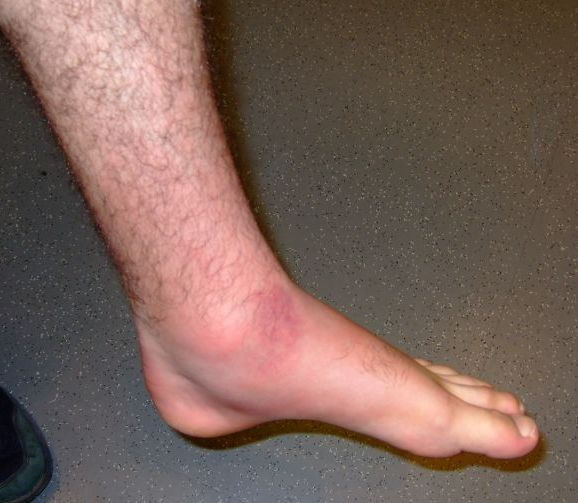
Mordedura después de tres días sin atención médica.

Una mordedura de esta especie es muy dolorosa y puede tener consecuencias más graves que la de Vipera berus. Según Stemmler, cerca de 4% de todas las mordeduras sin tratar son fatales. Lombardi y Bianco (1974) mencionan que esta especie es responsable del 90 % de todos los casos de mordedura de serpiente en Italia; en las montañas italianas es la única serpiente venenosa que puede causar víctimas mortales. En caso de mordedura es muy aconsejable la visita a un médico para que realice el tratamiento correcto, y si fuese necesario, aplique un antiveneno (suero antiofídico). 
La toxicidad del veneno varía. Stemmler indica que la población en el distrito de Passwang (Suiza) tiene el veneno más fuerte. Comparado con los venenos de otras especies, es relativamente tóxico. Brown (1973) da los valores LD50 de 1,0 mg/kg de mg/kg IV y 1,0-2,0 SC. Tu et al. (1969) indican 4,7 mg/kg IM. La producción del veneno es relativamente baja. Boquet obtuvo un registro diario de la extracción de 9 a 10 mg.
Los síntomas de envenenamiento incluyen la rápida aparición de dolor agudo, seguido por edema y decoloración. La necrosis hemorrágica grave puede ocurrir en las horas posteriores al ataque. La visión se puede deteriorar seriamente, muy probablemente debido a la degradación de la sangre y de los vasos sanguíneos en los ojos. El veneno tiene efectos coagulantes y también anticoagulantes. La actividad del anticoagulante es al parecer más fuerte que la del Daboia russelii.[cita requerida] El veneno puede también afectar la estructura glomerular y puede conducir a la muerte debido por fallo renal.
Según Cheymol et al. (1973), el veneno no produce contracciones neuromusculares en preparaciones in vitro. La carencia de este neurotóxico indicaría que los casos fatales que implican el sistema cardiovascular son el resultado de una lesión directa del músculo o de la reducción del intercambio de oxígeno. Por otra parte, González (1991) publicó que en dos casos las víctimas desarrollaron síntomas neurotóxicos, incluyendo dificultad en la respiración y al tragar, así como la parálisis del miembro mordido.

## Subespecies

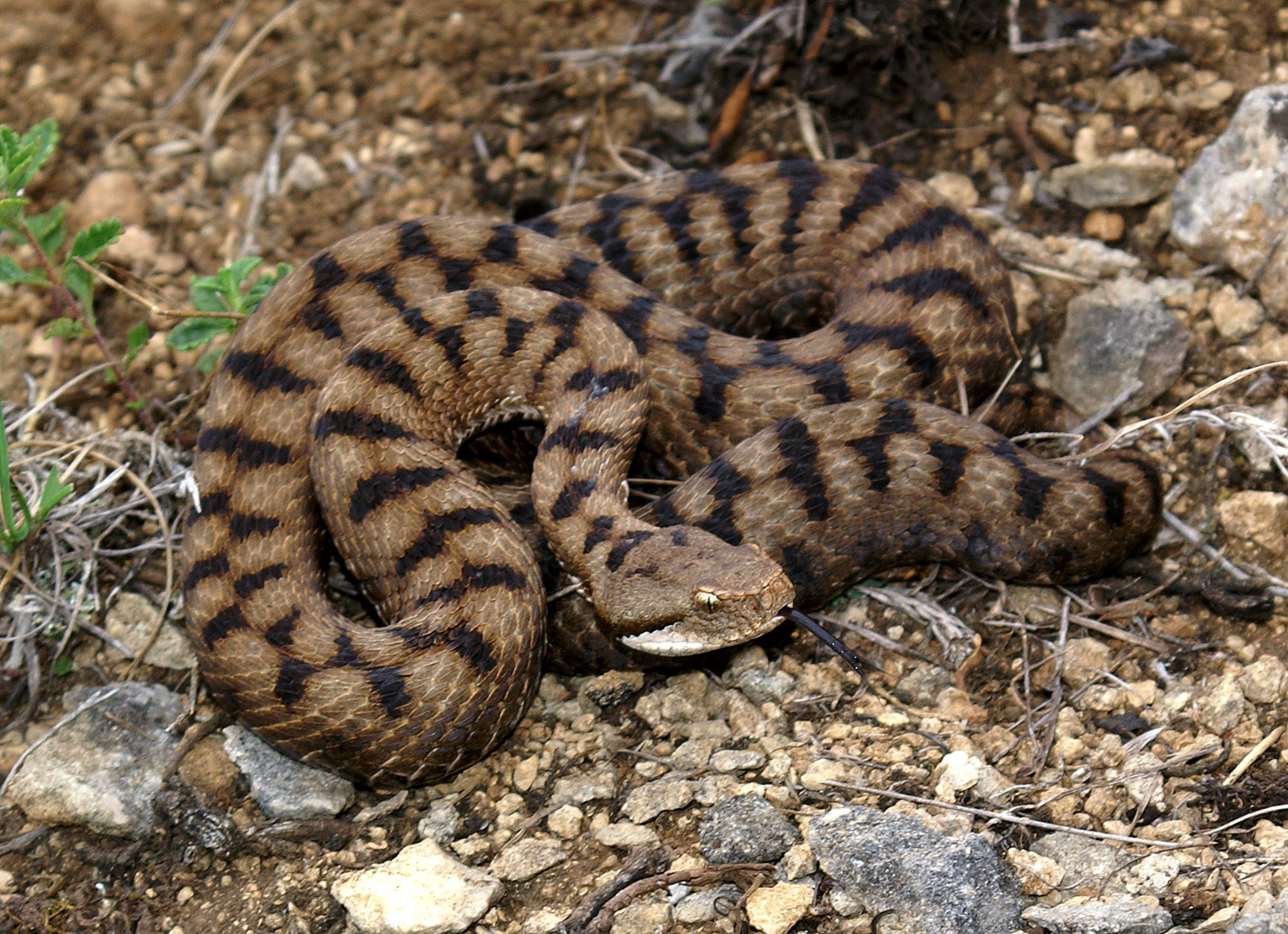
Víbora áspid en la región francesa de Lorena.

| Subespecie          | Autoridad      | Nombre común   | Distribución |
| ------------------- | -------------- | -------------- | --- |
| V. a. aspis         | Linnaeus, 1758 | Áspid europea  | Partes de Francia; Pirineos; España al suroccidente de Bilbao; Alemania, al sur de la Selva Negra, noroccidente de Italia y occidente de Suiza. |
| V. a. atra          | Meisner, 1820  | Áspid negra    | Partes de Suiza. |
| V. a. francisciredi | Laurenti, 1768 | Áspid italiana | Italia central. |
| V. a. hugyi         | Schinz, 1833   | Áspid del sur  | Sur de Italia. |
| V. a. zinnikeri     | Kramer, 1958   | Áspid gascona  | Gascuña, Andorra y norte de España (Pirineo Central).                                                                                           |